# Odontosphex
Odontosphex (лат.) — род песочных ос (Crabronidae) из подсемейства Pemphredoninae. 5 видов.

## Распространение
Встречаются в Неотропике (Аргентина, Боливия), Палеарктике (Аравийский полуостров) и Африке.

## Описание
Мелкие осы (длина менее 1 см), внешне напоминающие ос Tachysphex. Внутренние края крупных глаз сближаются кверху. Латеральные оцеллии сильно редуцированы и сближены к среднему. Клипеус спереди с 2-7 зубцами. Эпистернальные и скробальные бороздки отсутствуют. Усики короткие, у самца 13-члениковые, у самки — 12-члениковые. Нижнечелюстные щупики состоят из 6 члеников, а нижнегубные — из 4.

## Систематика
5 видов. Род был впервые выделен в 1951 году южноафриканским энтомологом Джорджем Арнольдом (George Arnold, 1881—1962). В традиционной систематике Odontosphex включают в состав подсемейства Pemphredoninae в ранге трибы Odontosphecini Menke, 1967. Однако они разделяют свои признаки с разными группами песочных ос.
В 2018 году молекулярно-филогенетическими исследованиями было показано, что «Crabronidae» парафилетичны и состоят из нескольких крупных монофилетичных клад, включая пчёл. В этой работе (Sann et al. 2018) было предложено придать статус отдельного семейства Psenidae и включить в него трибу Odontosphecini.
- Odontosphex bidens Arnold, 1951 (Аравийский полуостров)[2]
- Odontosphex damara Pulawski, 1991 (Намибия)[4][5]
- Odontosphex fritzi  Menke, 1967
- Odontosphex paradoxus  Menke, 1967
- Odontosphex willinki  Menke, 1967